# Le cinéma français se porte bien
Pour plus de détails, voir Fiche technique et Distribution.
Le cinéma français se porte bien est un documentaire français réalisé par Stéphane Arnoux, Aurélia Georges, Jean-Baptiste Germain et Chiara Malta, sorti en 2014.

## Synopsis
Des cinéastes témoignent de leurs inquiétudes à propos des difficultés auxquelles le cinéma indépendant est confronté.

## Fiche technique
- Titre : Le cinéma français se porte bien
- Réalisation : Stéphane Arnoux, Aurélia Georges, Jean-Baptiste Germain et Chiara Malta
- Son : Vincent Pateau
- Production :  Ferris & Brockman
- Pays d'origine :  France
- Genre : documentaire
- Durée : 80 minutes
- Date de sortie : France - 24 janvier 2014[1].

## Sélection
- Séance « Carte blanche à des cinéastes de l’ACID » au Festival de Cannes 2012